# 罗冲围站
罗冲围站是广州地铁13号线的在建车站，位于中国广东省广州市白云区发电厂东侧与增槎路南向交界处。

## 车站结构
罗冲围站全长220米，主体呈西北-东南走向，总建筑面积约2.5万平方米。

### 車站樓層
罗冲围站共设有三层，地面为车站各出入口，周边为增槎路、富力半岛花园及邻近建筑，其中地下一层为站厅层，地下二层为13号线2号站台，地下三层为13号线1号站台及设备区。
| 地下一层 | 站厅     | 售票机、客服中心、商店、警务室、安检设施 |  |  |
| 地下二层 | 2 站台   | █13号线 朝阳方向（下站：松溪）           |  |  |
|          | 侧式站台 |                                          |  |  |
| 地下三层 | 设备区   | 车站设备                                 |  |  |
|          | 1 站台   | █13号线 新沙方向（下站：西场）           |  |  |
|          | 侧式站台 |                                          |  |  |

### 站台
罗冲围站设有一组側式疊式月台，位于增槎路西南角，原广州发电厂地块的地底。其中2号站台位于上层，1号站台位于下层。
此外，為避讓增槎路密集居民樓地基及增槎路上蓋聯通內環路放射線的橋墩，加上本站鄰近珠江边，因此本站两个上下行轨行区采用错开布置。

## 历史
本站于2022年7月初实现主体结构封顶。